# Írán na Letních olympijských hrách 2004
Írán na Letních olympijských hrách 2004 reprezentovalo 38 sportovců v 10 sportech.

## Medailisté
| Medaile | Jméno                | Sport     | Disciplína                    |
| ------- | -------------------- | --------- | ----------------------------- |
| Zlato   | Hossein Rezazadeh    | Vzpírání  | muži super těžká váha +105 kg |
| Zlato   | Hádí Saeí            | Taekwondo | muži pérová váha do 68 kg     |
| Stříbro | Masoud Mostafa-Jokar | Zápas     | Muži volný styl do 60 kg      |
| Stříbro | Ali Reza Rezaei      | Zápas     | muži volný styl do 120 kg     |
| Bronz   | Alírezá Hajdárí      | Zápas     | muži volný styl do 96 kg      |
| Bronz   | Youssef Karami       | Taekwondo | muži welterová váha do 80 kg  |